# (7134) Ikeuchisatoru
(7134) Ikeuchisatoru (1993 UY) – planetoida z pasa głównego asteroid okrążająca Słońce w ciągu 3,77 lat w średniej odległości 2,42 j.a. Odkryta 24 października 1993 roku.